# Alain Gouaméné
Pierre Alain Gouaméné Guiahouli (15 giugno 1966) è un allenatore di calcio ed ex calciatore ivoriano, di ruolo portiere.

## Carriera
Ha giocato per la nazionale di calcio ivoriana per 13 anni, totalizzando 58 presenze e vincendo la Coppa delle nazioni africane 1992.

## Palmarès

### Giocatore

#### Club
- Campionato ivoriano: 6

Africa Sports: 1986, 1987, 1988, 1989
ASEC Mimosas: 1993, 1994
- Coppa della Costa d'Avorio: 2

Africa Sports: 1986, 1989

#### Nazionale
- Coppa d'Africa: 1

1992